# Waikoloa Championships 2001
Il Waikoloa Championships 2001  è stato un torneo di tennis giocato sul cemento. È stata la 1ª edizione del Waikoloa Championships, che fa parte della categoria Tier IV nell'ambito dell'WTA Tour 2001. Il torneo si è giocato a Waikoloa negli USA, dal 10 al 16 settembre 2001.

## Campioni

### Singolare
Sandrine Testud ha battuto in finale  Justine Henin che si ritirata sul punteggio di 6–3, 2-0

### Doppio
Tina Križan /  Katarina Srebotnik hanno battuto in finale  Els Callens /  Nicole Pratt con il punteggio di 6–2, 6–3